# Tucano (kommun)
Tucano är en kommun i Brasilien.   Den ligger i delstaten Bahia, i den östra delen av landet, 1 100 km nordost om huvudstaden Brasília. Antalet invånare är 52 391.
Följande samhällen finns i Tucano:
- Tucano

Omgivningarna runt Tucano är huvudsakligen savann. Runt Tucano är det glesbefolkat, med 18 invånare per kvadratkilometer.